# Lijst van dialecten van de wereld - C
Deze lijst van dialecten is zeker niet compleet en de aanduiding 'dialect' zal voor diverse van de genoemde variëteiten zeker omstreden zijn. De lijst bevat in principe alleen variëteiten die nauwelijks standaardisatie hebben ondergaan. Ze zijn geordend onder een kop die ofwel redelijk adequaat de genoemde subvariëteiten omvat, ofwel de naam is van de standaardtaal die door de dialectsprekers als lingua franca wordt gehanteerd.
Zie voor achtergronden over de schakeringen van de taal-dialectrelatie de lemma's variëteit (taalkunde), taal, dialect, streektaal, standaardtaal, dialectcontinuüm, taalfamilie.

## Caac
La Conception - Pouébo

## Cabécar
Chirripó - Estrella - Telire - Ujarás

## Cakfem-Mushere
Jajura - Kadim-Kabaans

## Calamiaans Tagbanwa
Baras

## Caluyanun
Semirara

## Campalagiaans
Buku - Campalagiaans

## Caribisch
Chayma - Tabajari

## Carútana
Adaru - Arara - Dzaui - Jauarete - Jurupari - Mapache - Uadzoli - Urubu

## Catalaans-Valenciaans-Balear
Algherees - Balearisch - Catalaans-Rousillonees - Centraal-Catalaans - Noordwestelijk Catalaans - Valenciaans

## Cebuano
Boholano - Cebu - Leyte - Mindanao-Visayaans

## Centraal-Bikol
Legaspi - Naga

## Centraal-Bontoc
Bayyu - Guinaang Bontoc - Sadanga

## Centraal-Maewo
Lotora - Peterara - Tanoriki

## Centraal-Marghi
Gulak - Lassa - Madube - Mulgwe - Wurga

## Centraal-Melanau
Balingian - Bruit - Dalat - Igan - Mukah-Oya - Prehan - Sarikei - Segahan - Segalang - Siteng

## Centraal-Mnong
Biat - Bu Dang - Bu Nar - Bu Rung - Dih Bri - Préh

## Centraal-Nicobarees
Camorta - Katchal - Nankowry - Trinkut

## Centraal-Sama
Dilaut-Badjao

## Centraal-Siberisch Yupik
Chaplino

## Centraal-Subanen
Oostelijk Kolibugaans

## Centraal-Yupik
Kuskokwim 'Eskimo'

## Chaldijns Neo-Aramees
Alqosh - Aradhin - Bartille - Dihok - Mangesh - Shirnak-Chizre - Tel Kepe - Tisqopa

## Chamorro
Chamorro - Rotanees Chamorro

## Chavacano
Caviteqo - Cotobato Chavacano - Davawenyo Zamboanguenyo - Ermitaño - Ternateño - Zamboangueño

## Chayahuita
Cahuapana - Chayahuita

## Cheke Holo
Hograno - Maringe

## Chinees
Omdat door de aard van het Chinese schrift personen met onderling vrijwel onverstaanbare talen toch nog vrij gemakkelijk schriftelijk kunnen communiceren en omdat China een lange traditie als eenheidsstaat kent en het prestige van de plaatselijke streektalen eerder laag is, zijn de Chinezen gewend om verschillende talen met een verwantschapsgraad die niet groter is dan die tussen de verschillende Romaanse of Slavische talen als "dialecten" van één Chinese taal te beschouwen. Minstens negen van deze varianten zouden eigenlijk als afzonderlijke taal moeten worden beschouwd.
Er zijn tien Chinese talen die onderdeel zijn van de Chinese macrotaal:
- Mandarijn
- Wu
- Hakka
- Min
- Yue (Kantonees)
- Xiang
- Gan
- Jin
- Guangxi
- Hui

Zie ook: Chinese talen

## Chippewa
Centraal Minnesota Chippewa - Minnesota-Grens Chippewa - Opper Michaans-Wisconsin Chippewa - Red Lake Chippewa

## Chrau
Chalah - Chalun - Dor - Jro - Mro - Prang - Tamun - Vajieng - Voqtwaq

## Chru
Noang - Rai

## Chukot
Chaun - Enmylinskij - Enurmin - Nunligranskij - Pevekskij - Uellanskij - Xatyrskij - Yanrakinot

## Chulym
Lager Chulym - Midden-Chulym

## Chuukees
Fayichuck - Oost-Lagune

## Chut
May - Ruc - Sach

## Cia-Cia
Kaesabu - Masiri - Sampolawa - Wabula

## Cotabato Manobo
Blit - Tasaday

## Cua
Kol - Traw
A · B · C · D · E · F · G · H · I · J · K · L · M · N · O · P · Q · R · S · T · U · V · W · Y · Z